# Duchy Missisipi
Duchy Missisipi (ang. Ghosts of Mississippi) – amerykański dramat sądowy z 1996 roku w reżyserii Roba Reinera. Zdjęcia kręcono w stanie Missisipi.

## Fabuła
Czerwiec 1963 roku. W nocy zostaje zamordowany obrońca praw człowieka Medgar Evers. Strzał został oddany z daleka. Po długich poszukiwaniach zabójca zostaje odnaleziony. Jest nim Byron De La Beckwith – biały rasista o bardzo skomplikowanej i bardzo silnej osobliwości, którego bały się nawet najgroźniejsze organizacje przestępcze. Po dwóch rozprawach i procesie w Sądzie Najwyższym Byron zostaje wypuszczony.

## Główne role
- Alec Baldwin – Bobby DeLaughter
- James Woods – Byron De La Beckwith
- Virginia Madsen – Dixie DeLaughter
- Whoopi Goldberg – Myrlie Evers
- Susanna Thompson – Peggy Lloyd
- Craig T. Nelson – Ed Peters
- Lucas Black – Burt DeLaughter
- Joseph Tello – Drew DeLaughter
- Alexa Vega – Claire DeLaughter
- William H. Macy – Charlie Crisco
- James Pickens Jr. – Medgar Evers

i inni

## Nagrody i nominacje
Oscary za rok 1996
- Najlepsza charakteryzacja – Matthew W. Mungle i Deborah La Mia Denaver (nominacja)
- Najlepszy aktor drugoplanowy – James Woods (nominacja)

Złote Globy 1996
- Najlepszy aktor drugoplanowy – James Woods (nominacja)